# Caféier
Coffea
Genre
Les Caféiers (Coffea L.) sont un genre de plantes à fleurs de la famille des Rubiacées, qui comprend plus de 130 espèces d'arbres ou d'arbustes originaires des régions tropicales d'Afrique ou d'Asie.

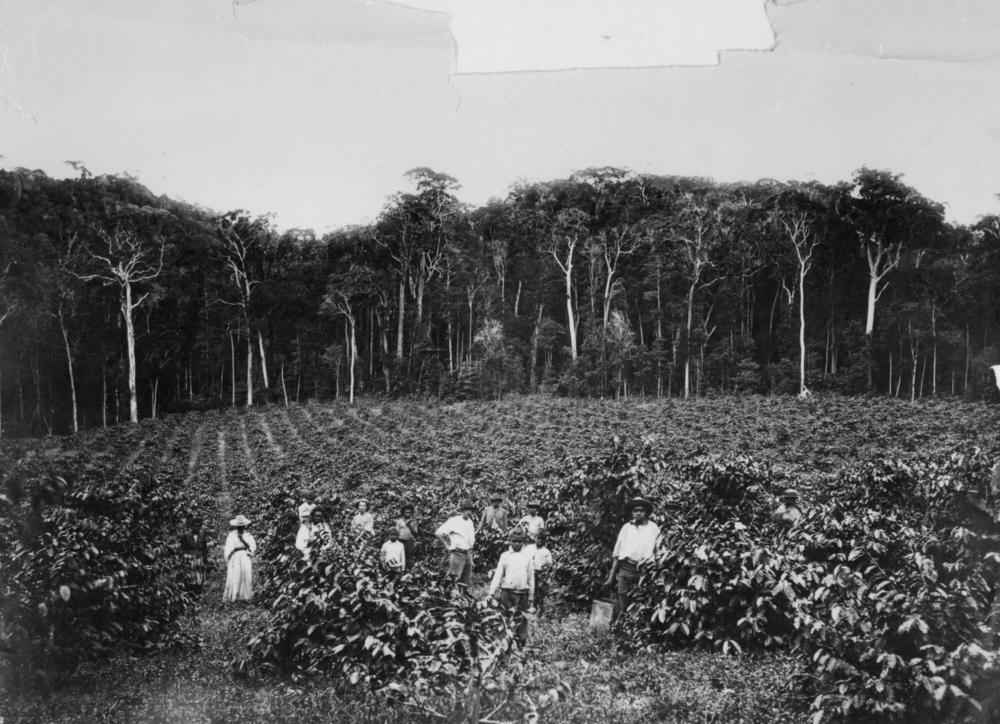
Le caféier joue depuis 200 ans un rôle économique important, non sans impacts écopaysagers : ici une plantation de caféiers en Australie vers 1900, dans une clairière gagnée sur la forêt primaire à Kuranda, dans le Queensland.

Certaines de ces espèces sont cultivées pour leurs graines, qui donnent après torréfaction le café, une boisson aujourd'hui universellement consommée. Deux espèces sont plus particulièrement cultivées, Coffea arabica  et Coffea canephora (et dans une moindre mesure Coffea liberica).

## Histoire de la nomenclature
Les premières descriptions du caféier par des Européens sont le fait des botanistes suivants :
- Charles de L'Écluse, dit Carolus Clusius, décrit en 1574 les grains de café qu'un médecin italien lui a envoyé.
- Leonhard Rauwolf, un médecin allemand qui vit comment on préparait un café turc à Alep, donna une description de la boisson « noire comme l'encre » en 1583.
- Prospero Alpini (Prosper Alpin), médecin et botaniste italien qui passa trois ans en Égypte (1581-1584) et en rendit compte dans un ouvrage sur les plantes De plantis Aegypti liber (1592, Venise)[3], compare le caféier au fusain. Il le nomme en latin caoua (k'hawah en arabe signifiant « revigorant »).
- Antoine de Jussieu, donne en 1715 (Mémoires de l'Académie des sciences) la première description botanique précise et le premier dessin exact d'une branche de caféier, de ses fleurs et de ses fruits. Le jeune botaniste du Jardin Royal avait reçu un pied de caféier de Hollande. Il le considère comme un jasmin et le nomme Jasminum arabicum.
- Carl von Linné le reclasse dans le genre Coffea en 1737 dans Genera Plantarum. Puis en 1753, dans son Species Plantarum, il décrit la seule espèce alors connue : Coffea arabica.
- Antoine-Laurent de Jussieu, le neveu d'Antoine, range les cafés dans la famille des rubiacées en 1789.

## Description
Le caféier d'Arabie ou caféier commun (Coffea arabica) est un petit arbre de moins de 9 m de haut, qui apprécie l'ombre d'arbres plus grands. Dans les plantations, il est taillé entre 2 et 3 mètres.
Les feuilles persistantes, d'un vert brillant, de forme elliptiques ont un pétiole court.
Les fleurs blanches, suaves, sont groupées en glomérules de 3 à 7 à l'aisselle des feuilles. Leur corolle gamopétale est en forme de tube à 4 ou 5 lobes.
Les fruits sont des drupes, appelées « cerises », de couleur rouge vif ou violette à maturité, dont la pulpe est sucrée. Elles contiennent deux graines, placées face à face, à la forme caractéristique des grains de café.
Le caféier robusta (Coffea canephora) est très voisin du précédent.

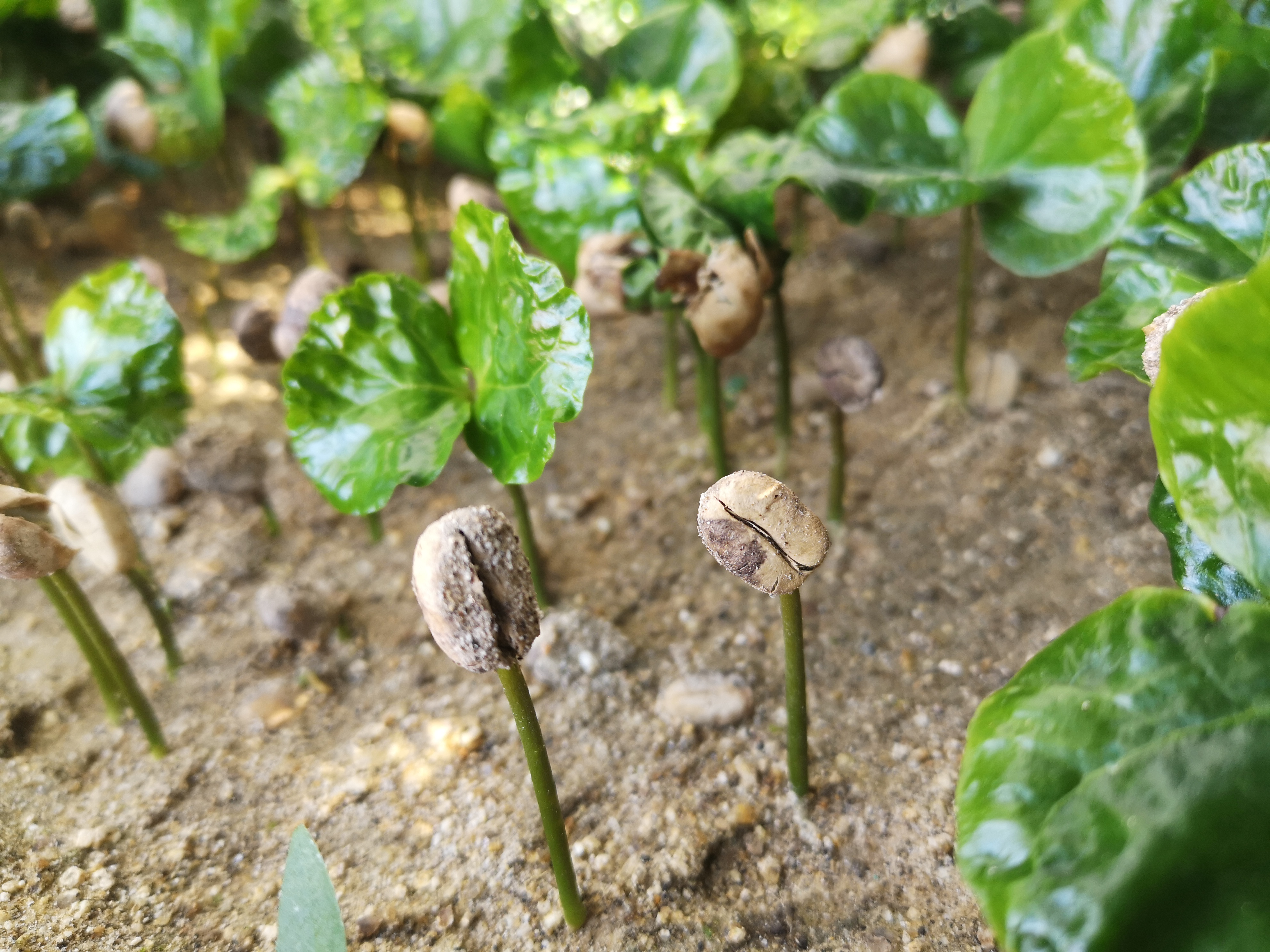
Graines de café qui germent.
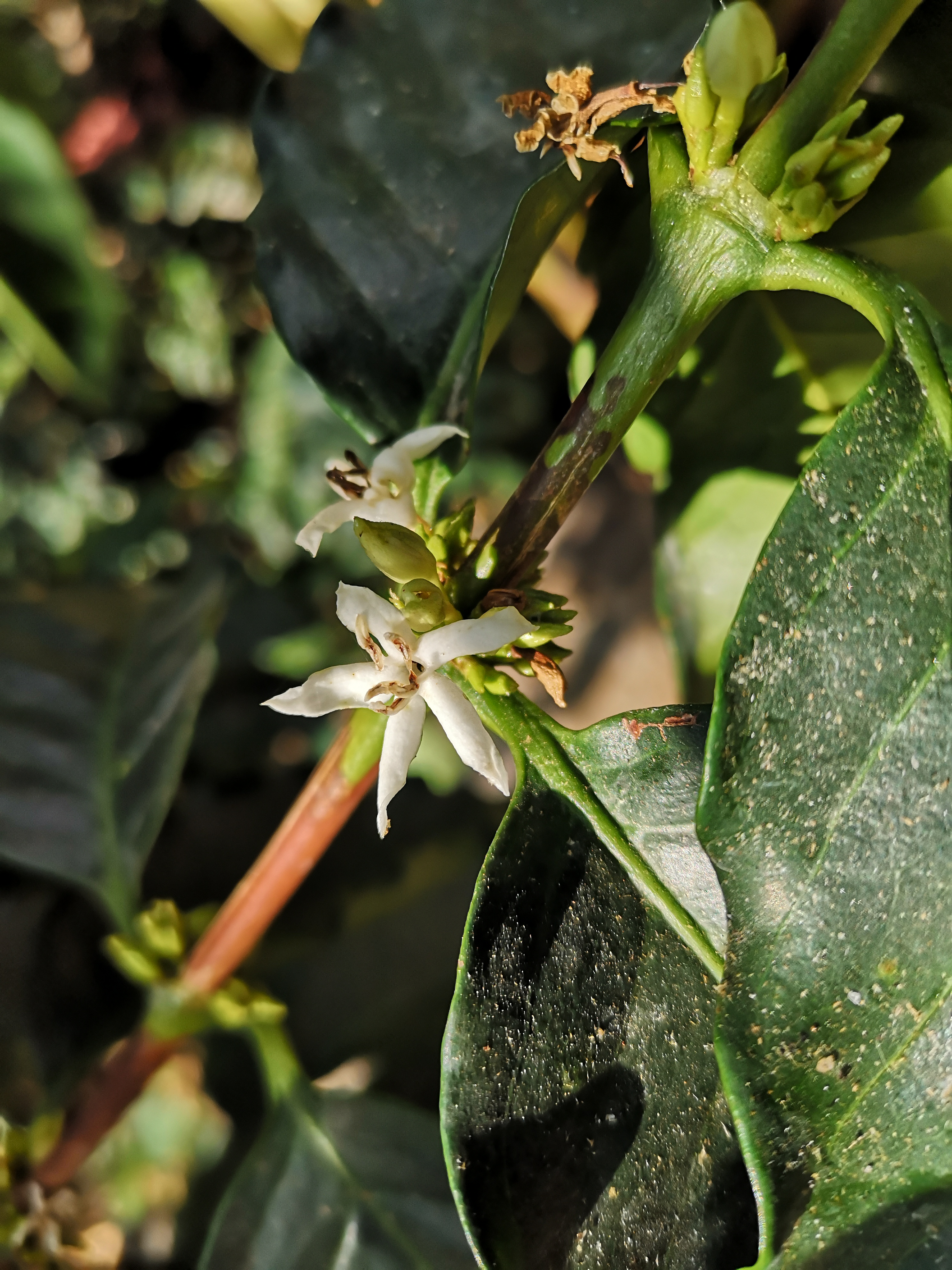
Fleurs de café.
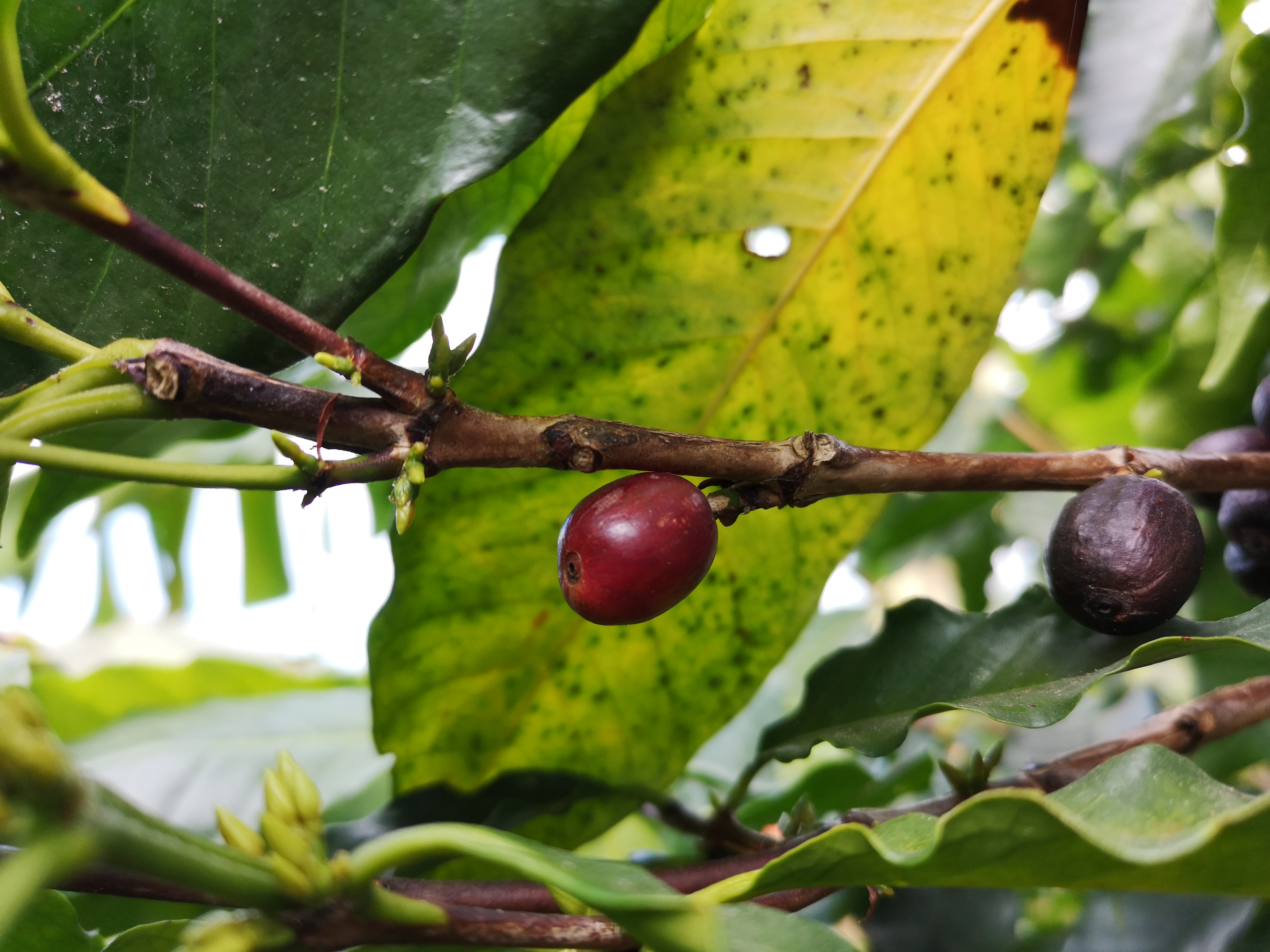
Baies de café.
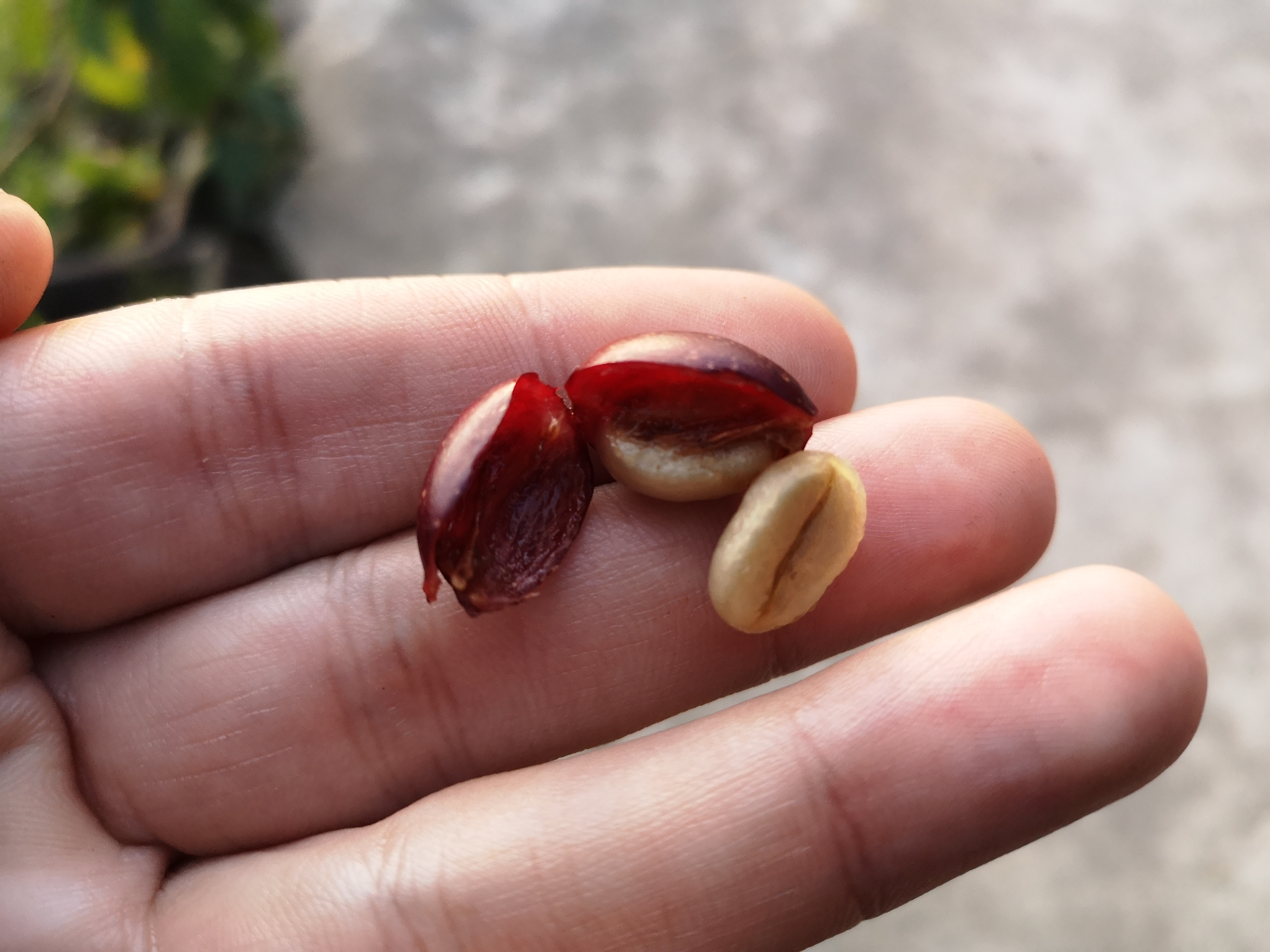
Les deux graines de café par baie.

## Principales espèces
Plusieurs des 130 espèces du genre Coffea sont propres à donner la boisson, mais C. arabica est la plus appréciée. Les autres espèces — surtout C. canephora (robusta) — sont cultivées sur des terrains impropres à l'arabica. Le robusta, moins coûteux et plus facile à cultiver que l'arabica, est surtout utilisé pour la production de café instantané. La culture de C. stenophylla, au goût aussi raffiné que les meilleurs arabicas et adapté à des températures annuelles moyennes plus hautes (25 °C au lieu de 19), est envisagée comme un substitut possible en réponse au réchauffement climatique.
- Coffea abbayesii J.-F.Leroy
- Coffea affinis De Wild.
- Coffea alleizettii Dubard
- Coffea ambanjensis J.-F.Leroy
- Coffea ambongenis J.-F.Leroy ex A.P.Davis
- Coffea andrambovatensis J.-F.Leroy
- Coffea ankaranensis J.-F.Leroy ex A.P.Davis
- Coffea anthonyi Stoff. & F.Anthony
- Coffea arabica L. - Caféier d'Arabie
- Coffea arenesiana J.-F.Leroy
- Coffea augagneurii Dubard
- Coffea bakossii Cheek & Bridson
- Coffea benghalensis B.Heyne ex Schult.
- Coffea bertrandii A.Chev.
- Coffea betamponensis Portères & J.-F.Leroy
- Coffea bissetiae A.P.Davis & Rakotonas.
- Coffea boinensis A.P.Davis & Rakotonas.
- Coffea boiviniana A.P.Davis & Rakotonas.
- Coffea bonnieri Dubard
- Coffea brassii (J.-F.Leroy) A.P.Davis
- Coffea brevipes Hiern
- Coffea bridsoniae A.P.Davis & Mvungi
- Coffea buxifolia A.Chev.
- Coffea canephora Pierre ex A.Froehner - Caféier robusta
- Coffea carrissoi A.Chev.
- Coffea charrieriana Stoff. & F.Anthony
- Coffea cochinchinensis Pierre ex Pit.
- Coffea commersoniana (Baill.) A.Chev.
- Coffea congensis A.Froehner
- Coffea costatifructa Bridson
- Coffea coursiana J.-F.Leroy
- Coffea dactylifera Robbr. & Stoff.
- Coffea decaryana J.-F.Leroy
- Coffea dubardii Jum.
- Coffea ebracteolata (Hiern) Brenan
- Coffea eugenioides S.Moore
- Coffea fadenii Bridson
- Coffea farafanganensis J.-F.Leroy
- Coffea floresiana Boerl.
- Coffea fotsoana Stoff. & Sonké
- Coffea fragilis J.-F.Leroy
- Coffea fragrans Wall. ex Hook.f.
- Coffea gallienii Dubard
- Coffea grevei Drake ex A.Chev.
- Coffea heimii J.-F.Leroy
- Coffea heterocalyx Stoff.
- Coffea homollei J.-F.Leroy
- Coffea horsfieldiana Miq.
- Coffea humbertii J.-F.Leroy
- Coffea humblotiana Baill.
- Coffea humilis A.Chev.
- Coffea jumellei J.-F.Leroy
- Coffea kapakata (A.Chev.) Bridson
- Coffea kianjavatensis J.-F.Leroy
- Coffea kihansiensis A.P.Davis & Mvungi
- Coffea kimbozensis Bridson
- Coffea kivuensis Lebrun
- Coffea labatii A.P.Davis & Rakotonas.
- Coffea lancifolia A.Chev.
- Coffea lebruniana Germ. & Kester
- Coffea leonimontana Stoff.
- Coffea leroyi A.P.Davis
- Coffea liaudii J.-F.Leroy ex A.P.Davis
- Coffea liberica Hiern
- Coffea ligustroides S.Moore
- Coffea littoralis A.P.Davis & Rakotonas.
- Coffea lulandoensis Bridson
- Coffea mabesae (Elmer) J.-F.Leroy
- Coffea macrocarpa A.Rich.
- Coffea madurensis Teijsm. & Binn. ex Koord.
- Coffea magnistipula Stoff. & Robbr.
- Coffea malabarica (Sivar., Biju & P.Mathew) A.P.Davis
- Coffea mangoroensis Portères
- Coffea mannii (Hook.f.) A.P.Davis
- Coffea manombensis A.P.Davis
- Coffea mapiana Sonké, Nguembou & A.P.Davis
- Coffea mauritiana Lam.
- Coffea mayombensis A.Chev.
- Coffea mcphersonii A.P.Davis & Rakotonas.
- Coffea melanocarpa Welw. ex Hiern
- Coffea merguensis Ridl.
- Coffea millotii J.-F.Leroy
- Coffea minutiflora A.P.Davis & Rakotonas.
- Coffea mogenetii Dubard
- Coffea mongensis Bridson
- Coffea montekupensis Stoff.
- Coffea montis-sacri A.P.Davis
- Coffea moratii J.-F.Leroy ex A.P.Davis & Rakotonas.
- Coffea mufindiensis Hutch. ex Bridson
- Coffea myrtifolia (A.Rich. ex DC.) J.-F.Leroy
- Coffea namorokensis A.P.Davis & Rakotonas.
- Coffea neobridsoniae A.P.Davis
- Coffea neoleroyi A.P.Davis
- Coffea perrieri Drake ex Jum. & H.Perrier
- Coffea pervilleana (Baill.) Drake
- Coffea pocsii Bridson
- Coffea pseudozanguebariae Bridson
- Coffea pterocarpa A.P.Davis & Rakotonas.
- Coffea racemosa Lour.
- Coffea rakotonasoloi A.P.Davis
- Coffea ratsimamangae J.-F.Leroy ex A.P.Davis & Rakotonas.
- Coffea resinosa (Hook.f.) Radlk.
- Coffea rhamnifolia (Chiov.) Bridson
- Coffea richardii J.-F.Leroy
- Coffea sahafaryensis J.-F.Leroy
- Coffea sakarahae J.-F.Leroy
- Coffea salvatrix Swynn. & Philipson
- Coffea sambavensis J.-F.Leroy ex A.P.Davis & Rakotonas.
- Coffea sapinii (De Wild.) A.P.Davis
- Coffea schliebenii Bridson
- Coffea semsei (Bridson) A.P.Davis
- Coffea sessiliflora Bridson
- Coffea stenophylla G.Don
- Coffea tetragona Jum. & H.Perrier
- Coffea togoensis A.Chev.
- Coffea toshii A.P.Davis & Rakotonas.
- Coffea travancorensis Wight & Arn.
- Coffea tricalysioides J.-F.Leroy
- Coffea tsirananae J.-F.Leroy
- Coffea vatovavyensis J.-F.Leroy
- Coffea vavateninensis J.-F.Leroy
- Coffea vianneyi J.-F.Leroy
- Coffea vohemarensis A.P.Davis & Rakotonas.
- Coffea wightiana Wall. ex Wight & Arn.
- Coffea zanguebariae Lour.

## Distribution

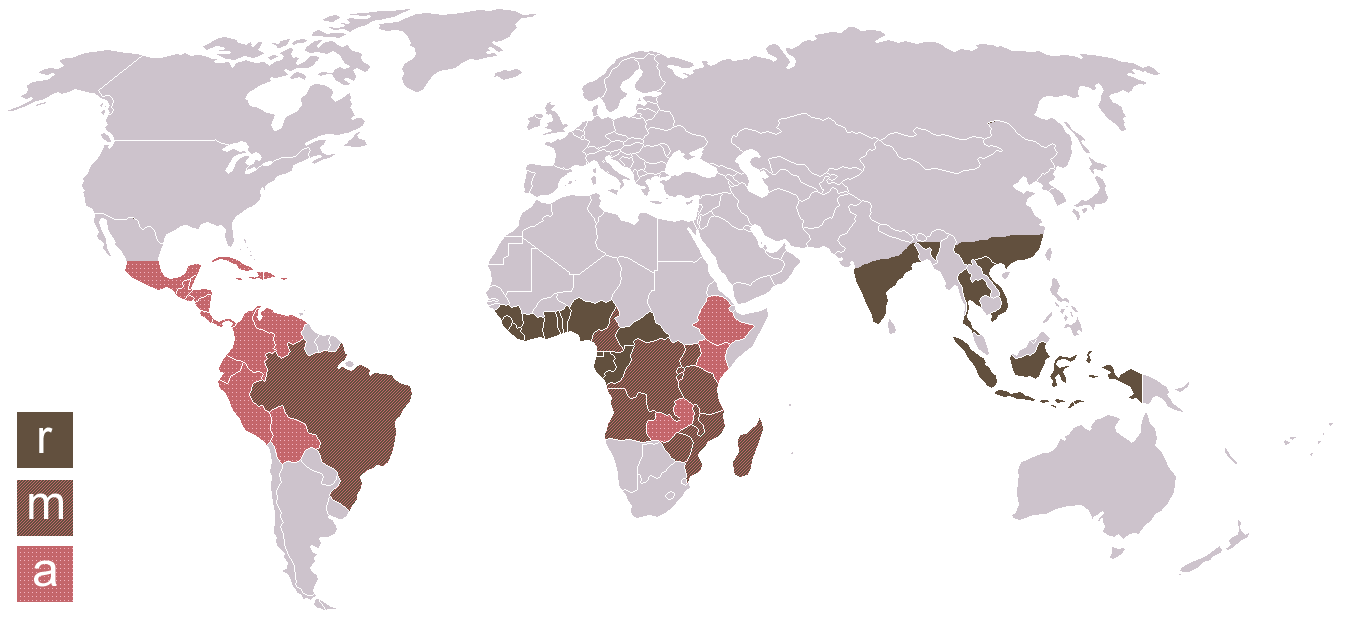
Cultures :
Coffea arabica (arabica)
« arabica » et « robusta »
Coffea canephora (robusta)

L'arabica est originaire de l'Afrique de l'Est : de l'Éthiopie, précisément de la province du Kaffa, et puis du Soudan, et du Kenya. Seule espèce de caféier cultivé jusqu'en 1865, il est largement répandu dans les régions tropicales, notamment en Amérique centrale et en Amérique du Sud (Brésil, Colombie).
Le robusta est originaire de l'Afrique tropicale centrale et occidentale : République démocratique du Congo, Angola, Côte d'Ivoire, Bénin, Nigeria, Cameroun. Il a été largement introduit en Amérique et en Asie tropicale.
C'est Antoine de Jussieu qui, en 1720, fait introduire le café dans les Antilles.

## Température
Les caféiers n'arrivent pas à se développer à des températures inférieures à 10 ou 12 degrés, et ne supportent pas non plus celles supérieures à 30 - 35 degrés. Ce sont des plantes qui n'apprécient ni l'hiver ni la sécheresse, et préfèrent les climats subtropicaux.

## Culture
Le caféier commun (arabica) préfère les terres tropicales en moyenne altitude (200 à 2 000 mètres d'altitude) où il trouve la température pas trop élevée et l'eau qui lui convient. Son aire de culture s'étend de part et d'autre de l'équateur du 28e degré de latitude nord au 28e degré de latitude sud, mais il donne les meilleurs résultats dans les zones intertropicales les moins chaudes. Le caféier robusta aime plus de chaleur, et supporte assez mal les périodes de sécheresse, et il croît mieux en basse altitude dans des régions tropicales chaudes et humides. L'arabusta, qui est un hybride entre l'arabica et le robusta est assez peu cultivé. Il peut se cultiver en basse altitude comme le robusta.
On peut signaler que dans le passé Coffea liberica a aussi été cultivé et était apprécié dans certains pays. Sa culture s'est effondrée à la suite de l'expansion d'une maladie causée par un champignon.
Les caféiers cultivés ont beaucoup de parasites et de ravageurs. Le plus redoutable est un champignon phytopathogène, Hemileia vastatrix de la famille des Urédinées, qui provoque la rouille du caféier. Le robusta est plus résistant à cette maladie que l'arabica. Des insectes attaquent les feuilles, les fruits et les tiges du caféier. Le caféier est sensible à l'alternance biennale, en particulier l'arabica.

## Histoire
Ce sont les Arabes qui ont les premiers utilisé le café comme boisson tonique. Sa diffusion est initialement liée à l'expansion de l'Islam.
Quelques jalons dans la diffusion de la culture du caféier :
- Fin du XVe siècle : introduction de la culture du caféier à Moka (Arabie).
- En 1591, le botaniste italien Prospero Alpini publie la première description d'un caféier.
- Vers 1690 : introduction des premiers plants de caféiers à Java (en provenance de Moka) par les Hollandais.
- 1710 : le jardin botanique d'Amsterdam reçoit un premier plant de Java ; à partir d'Amsterdam, distribution de plants de caféiers dans la plupart des jardins botaniques d'Europe.
- Vers 1713 : introduction du caféier à Curaçao et en Guyane hollandaise (Suriname) par les Hollandais.
- En 1714 : introduction de caféiers offerts à Louis XIV par le sultan du Yémen à l'île Bourbon (La Réunion).
- Vers 1719 : introduction du caféier en Guyane française (en provenance du Surinam).
- Vers 1727 : introduction du caféier au Brésil et aux Antilles françaises (Guadeloupe, Martinique, Saint-Domingue) en provenance de Cayenne (Guyane française).

## Génétique

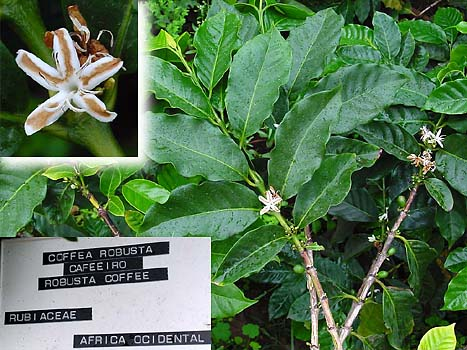
Plante de café

Le séquençage génétique et décryptage du génome du caféier Coffea canephora (700 Mpb), qui produit le café Robusta a été entamé par le Genoscope d'Evry par le CIRAD et l'IRD, il a été choisi en raison d'un génome plus simple que celui des autres espèces et alors que cette plante a aussi fait l'objet de recherche en termes de marqueurs microsatellites.
Les premiers résultats ont été publiés dans la revue Science, le 5 septembre 2014,.

## Économie
Les grains de café sont utilisés pour obtenir la boisson du même nom. À cette fin, la récolte mondiale de café vert s'élève à environ 7,4 millions de tonnes (selon les statistiques de l'FAO, 2002).
Les feuilles du caféier sont aussi utilisées traditionnellement en infusion.